# Beiserhaus

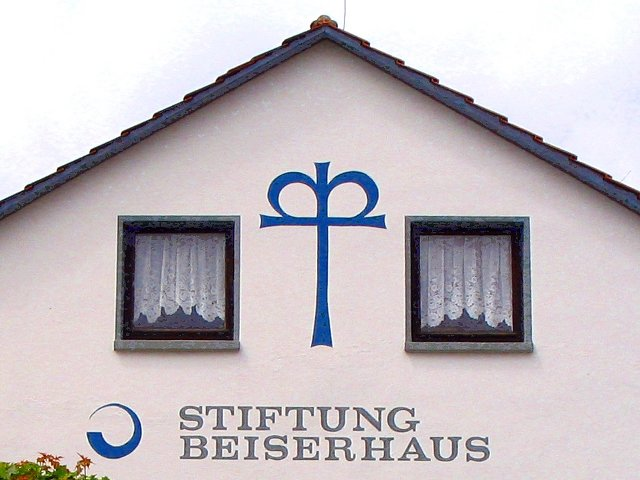
Logo der Stiftung Beiserhaus

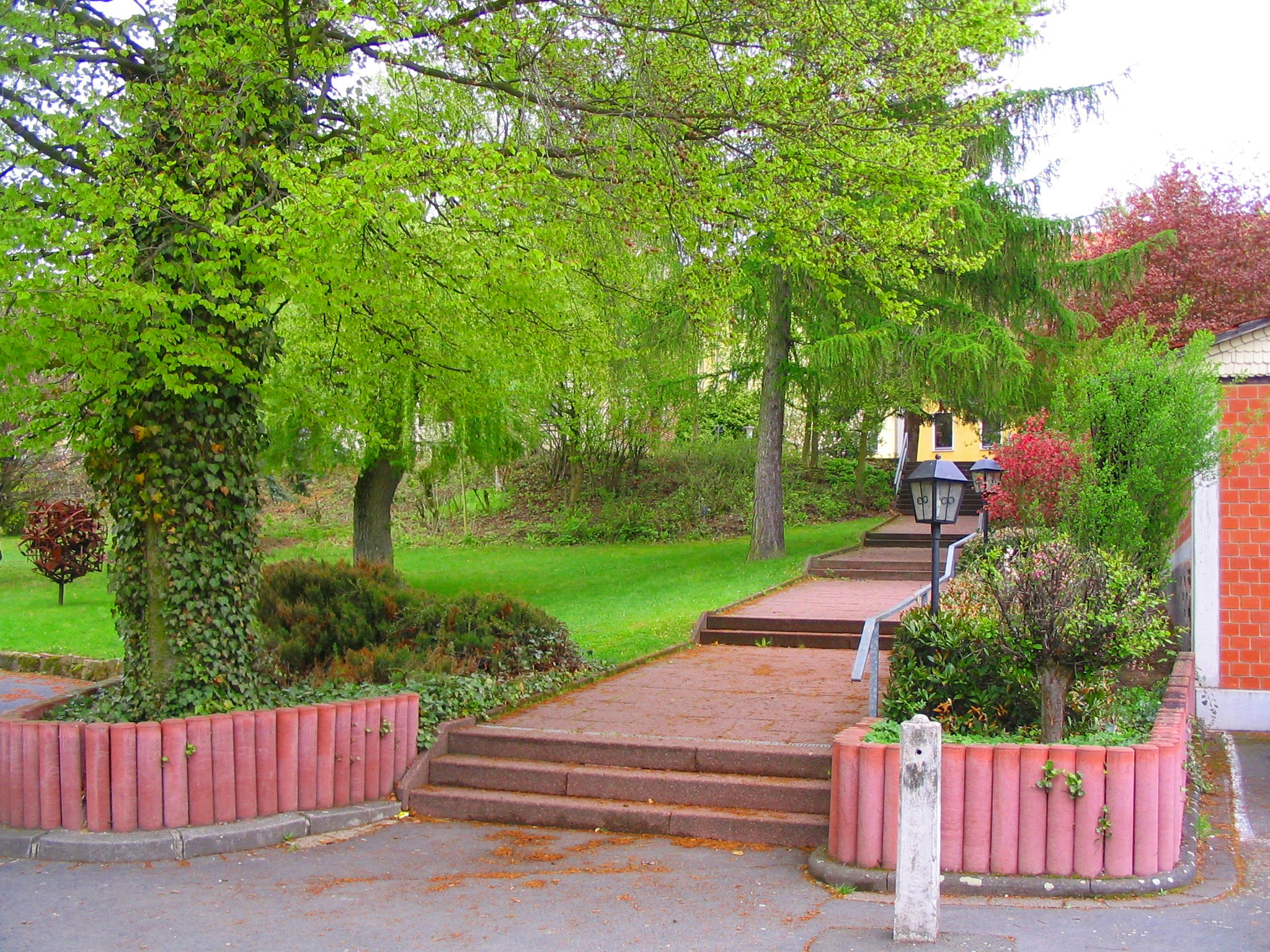
Eingangsbereich zur Stiftung

Die Stiftung Beiserhaus in Knüllwald-Rengshausen ist eine Einrichtung der Diakonie in Hessen.
Zur Stiftung Beiserhaus gehören verschiedene Kinder- und Jugendheime sowie Ausbildungsstätten in Hessen und Thüringen.
Das Beiserhaus wurde 1844 durch den Erweckungsprediger Emil Rausch († 1884) als Rettungshaus für verwahrloste und bettelnde Kinder gegründet. Rausch war wegen seines pietistischen Denkens vom kurfürstlichen Konsistorium in Kassel nach Rengshausen (zwangs-)versetzt worden.
1969 besuchten Mitglieder der APO im Rahmen der „Heimkampagne“ auch das Beiserhaus und forderten u. a. die Heimbewohner auf, das Haus zu verlassen. Diesem Aufruf folgten rund 20 der 110 Bewohner, unter ihnen Peter-Jürgen Boock.